# 公園大道520號
公園大道520號（520 Park Avenue）是美國紐約市的一座摩天大樓，位於曼哈頓上東城，高238公尺、54層樓，是上東城最高的建築物。大樓由建築師勞勃·史騰設計，2014年動工、2018年完工。

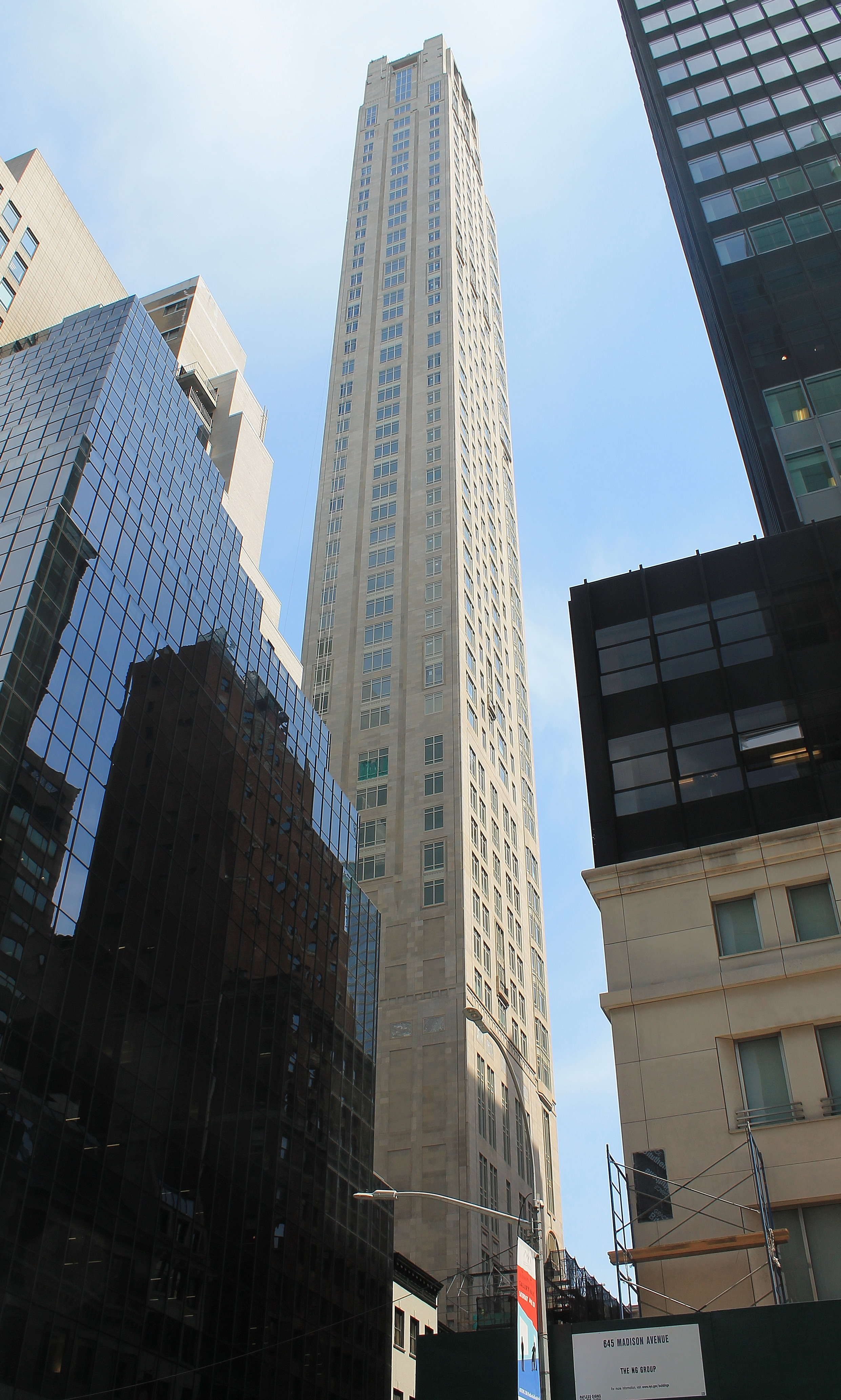
公園大道520號